# Клок Віра Андріївна
Ві́ра Андрі́ївна Клок (нар. 2 лютого 1950, Миколаїв) — українська майстриня декоративно-ужиткового мистецтва; член Спілки майстрів народного мистецтва України з 1991 року. Заслужений майстер народної творчості України з 2009 року.

## Біографія
Народилася 2 лютого 1950 у місті Миколаєві (нині Україна). 1980 року закінчила Миколаївський суднобудівний технікум. Рукоділля навчалася в матері Н. Чумакової.
Протягом 1976—1993 років працювала в Миколаївській науково-технічній бібліотеці, Науково-методичному центрі народної творчості, потім у Палаці творчості учнів. У 1996 році — голова, з 1997 року — заступник голови Миколаївського осередку Національної спілки майстрів народного мистецтва України.

## Творчість
Працює у галузях вишивання і соломоплетіння. Серед робіт:
- композиція із соломи «Півонії» (1985);
- рушник «Весільний» (2007);
- чоловічі сорочки «Синові» (2008), «Святкова» (2009);
- блузи «Веснянка» (2009), «Калина» (2010);
- ляльки-мотанки у національному вбранні (2009).

Учасниця обласних, всеукраїнських та всесоюзних художніх виставок з 1976 року. Персональні виставки відбулися в Миколаєві у 1980, 1983, 2008 роках, селі Степовому Миколаївського району Миколаївської області у 1985 році. 
Деякі твори майстрині зберігаються у Миколаївському краєзнавчому музеї, Музеї народного мистецтва селі Новокостянтинівці Вознесенського району Миколаївської області, Національному музеї народної архітектури та побуту України у Києві.